# 日産・アリア
アリア（ARIYA）は、日産自動車が製造・販売するクロスオーバーSUV型の二次電池式電気自動車である。世界戦略車として欧州、北米、中国等でも販売されている。。

## 概要

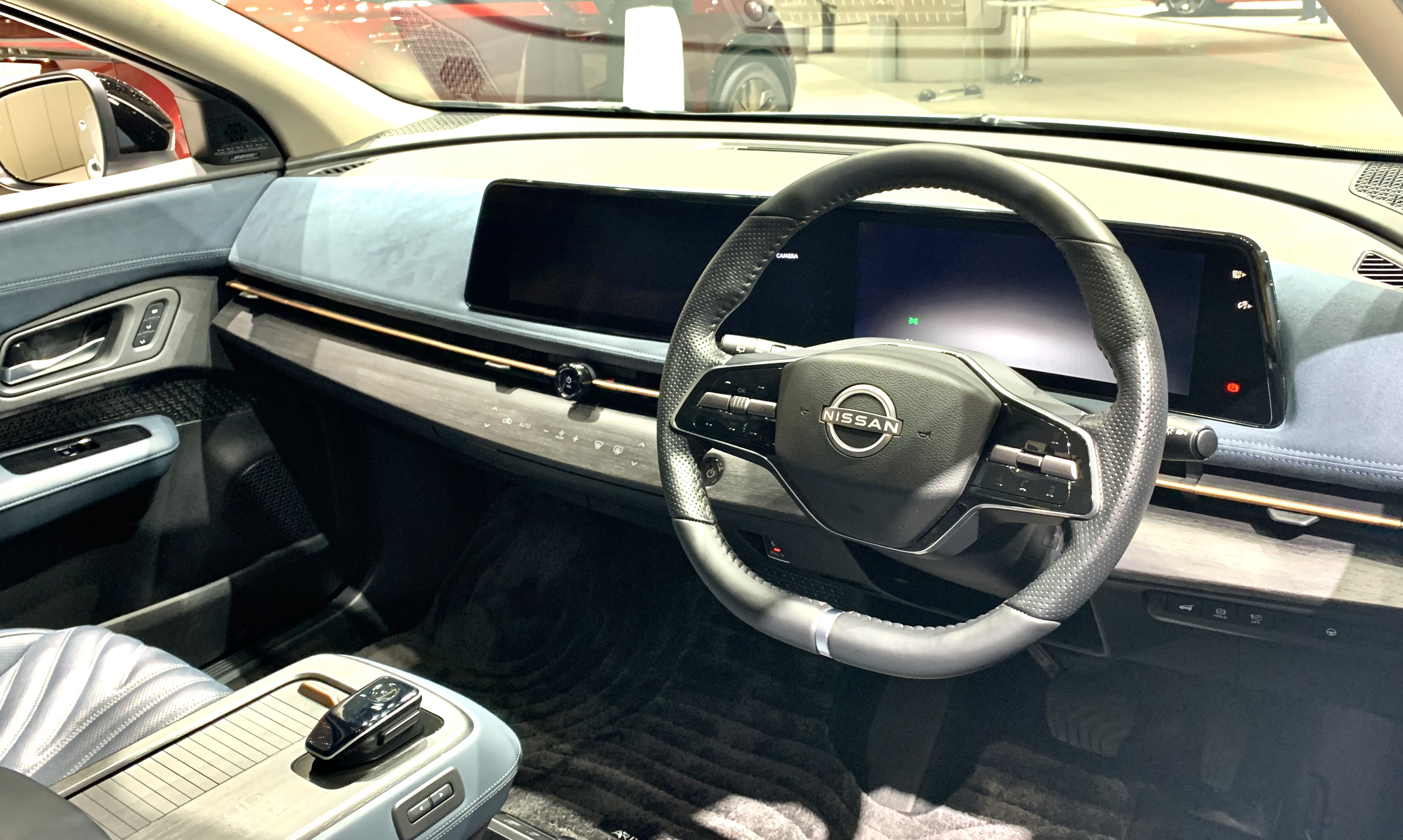
インテリア

日産自動車初のクロスオーバーSUVタイプの電気自動車として、2020年7月15日に発表された。「ニッサン インテリジェントモビリティ」と呼ばれる考え方に基づいたデザインや技術を多数投入している。例えば、モダンな日本らしさを表現したデザイン言語「タイムレスジャパニーズフューチャリズム」、前後2基のモーターを緻密に制御して高い走行性能をもたらす四輪制御技術「e-4ORCE」、高精度地図を用いて高速道路での運転支援を行う「プロパイロット 2.0」などである。2021年6月4日より予約注文を開始した。

## 外観

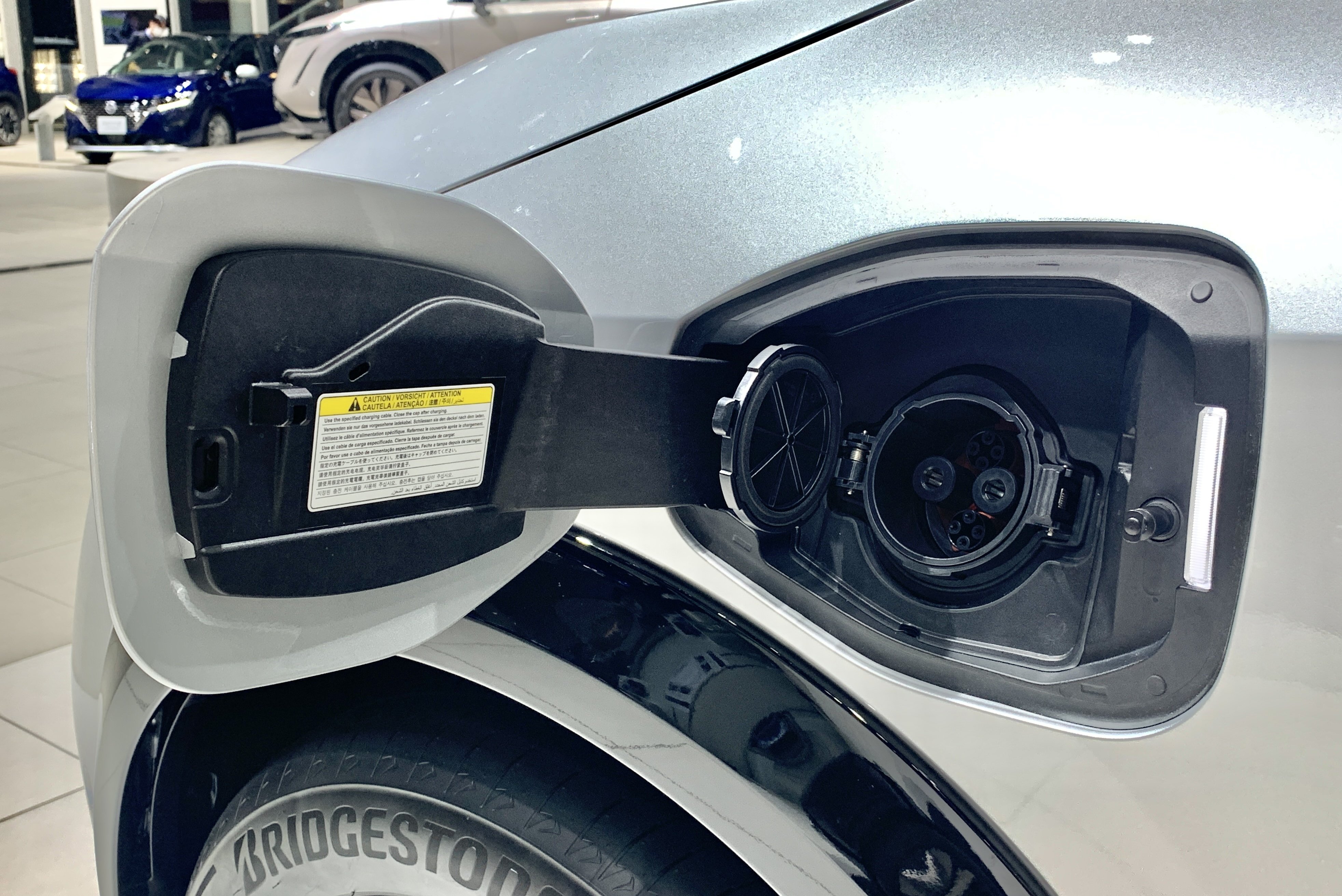
CHAdeMO充電ポート

ファストバッククーペを意識した流麗なフォルムを持つ5ドアのクロスオーバーSUVとなっている。全長 4,595 mm、全幅 1,850 mm、全高1,655 mmのボディを持ち、大径タイヤを四隅に配置したロングホイールベース、薄型の4灯ヘッドランプ、横一文字に伸びるテールランプが特徴である。パノラミックガラスルーフも設定されているほか、プロパイロット 2.0装着車にはダブルシャークフィンアンテナが搭載される。左右のフロントフェンダーに充電ポートリッドがあり、左側に急速充電ポート (CHAdeMO)、右側に普通充電ポート (SAE J1772) を備える。
フロントには目立ったグリルを無くし、騎士の盾からヒントを得たという「シールド」と呼ばれるポリカーボネート製の加飾がある。内部には立体的な組子模様があしらわれており、中央には20個のLEDが点灯する日産エンブレムが装備される。また、前方を検知するレーダーやカメラを保護する役割も担っている。「シールド」の左右にはVシグネチャーと呼ばれる大型のポジションランプがあり、その上に薄型の4灯LEDヘッドランプが備わる。バンパーには左右にエアダクトが配置され、6つの超音波センサーとサイドレーダーが備わり、下部にはバッテリーを冷却するためのエアインテークとフォグランプが設置される。フロントウィンドウ上部にはマルチセンシングフロントカメラが装備される。
サイドには、ウィンドウ上部に弧を描くドアサッシュモールが装備される。一直線のショルダーラインや、抑揚のある面構成が特徴である。グリップ式のドアハンドルを備える前後のヒンジドアは、サイドシルやリアフェンダーまでつながっており、下部には樹脂製のカバーが装備される。サイドミラーはブラックアウトされ、サイドビューカメラが装備される。Cピラーはブラックアウトされる。タイヤは235/55R19又は255/45R20である。
リアには、バックドアを横断する横一文字のテールランプが装備され、中央にはバラ文字の日産ロゴ（N I S S A N）とリヤビューカメラが配置される。上部には大型のハイマウントストップランプ内蔵のリアスポイラーが装備される。バンパーには6つの超音波センサーとサイドレーダー、下部にはバックドアを開閉できるハンズフリーセンサーが装備される。

### カラーリング
※は特別塗装色。
| モノトーン                                  | 仕上げ                     | 備考                                                                            |
| ------------------------------------------- | -------------------------- | ------------------------------------------------------------------------------- |
| プリズムホワイト※                           | 3コートパール              | 2024年3月から追加                                                               |
| ステルスグレー※                             | パール                     | 2024年3月から追加                                                               |
| ダークメタルグレー                          | メタリック                 | 2021年11月に発表                                                                |
| ミッドナイトブラック※                       | パール                     |                                                                                 |
| ミッドナイトパープル※                       | マルチフレックスメタリック | 2021年11月に発表                                                                |
| ツートーン （× ミッドナイトブラックパール） | 仕上げ                     | 備考                                                                            |
| ディープオーシャンブルー※                   | パール                     | 2021年11月に発表                                                                |
| プリズムホワイト※                           | 3コートパール              |                                                                                 |
| バーガンティー※                             | パールメタリック           | limited専用色だったため、limited廃止と同時に利用不可となった。                  |
| カーマインレッド※                           | カラークリアーメタリック   | 2021年11月に発表。2024年3月に利用不可となった。                                 |
| ステルスグレー※                             | パール                     | 2021年11月に発表。2024年3月に利用不可となった。                                 |
| ブリリアントシルバー※                       | メタリック                 | 2021年11月に発表。2024年3月に利用不可となった。                                 |
| シェルブロンド※                             | メタリック                 | limited専用色だったため、limited廃止と同時に利用不可となった。                  |
| 暁-アカツキ-（サンライズカッパー）※         | メタリック                 | 2021年11月に発表。2024年3月に利用不可となった。オートカラーアウォード2021受賞。 |
| NISMOステルスグレー※                        | パール                     | NISMO専用色                                                                     |

## 年表
2019年10月23日
「第46回東京モーターショー2019」にて、コンセプトカー「ニッサン アリア コンセプト」を世界初公開。
2020年7月15日
「ニッサン パビリオン」のバーチャルイベントにて発表。
2021年6月4日
日本限定の特別限定車「limited」を発表し、予約注文が開始された。
「limited」は駆動方式とバッテリーサイズにより、「B6 limited」、「B9 limited」、「B6 e-4ORCE limited」、「B9 e-4ORCE limted」の4グレードが設定される。なお、発売は「B6 limited」からとなる。
ブルーグレーのナッパレザーシート、パノラミックガラスルーフ（電動チルト&スライド、電動格納式シェード付、リモート機能付）、プロパイロット 2.0、プロパイロット リモート パーキング、BOSE Premium Sound System&10スピーカーが標準装備されるほか、「limited」専用装備としてキッキングプレート（ARIYAロゴ付LED/フロントドア・リアドア）や枯山水をモチーフとした石庭調のフロアカーペットが装備され、「B9 e-4ORCE limited」を除くグレードには専用色19インチアルミホイールカバーも装備される。
2021年11月12日
バッテリー容量66kWh・前輪駆動（2WD）モデルの「B6」の価格を発表。
発売は2022年3月18日となり、既に発表済みのWEB予約注文限定モデル「B6 limited」は先行して同年1月27日に販売されることも発表された。
なお、「B6」の価格発表により、ラインナップされるボディカラーも前述の表の通りに、さらに多くが明らかとなった。
2022年1月26日
暁-アカツキ-（サンライズカッパーメタリック/ミッドナイトブラックパール 2トーン）[ext]/ブルーグレー[int]の組み合わせがオートカラーアウォード2021でグランプリを受賞した（レクサス・LSとの同時受賞）。
2022年3月9日
日産グローバル本社ギャラリーで、購入第一号車の納車セレモニーを執り行った。購入者である中島夫妻が招かれ、特設ステージ上の和紙アート「ARIYA STARTING  BOX」からプロパイロット リモート パーキングで遠隔自動出庫するデモンストレーションなどを行った。和紙アートは、和紙デザイナーの佐藤由佳子が製作し、繭をイメージしてデザインされた。記念すべき第一号車は、シェルブロンド/ミッドナイトブラック 2トーンのB6 limited、66kWhバッテリー搭載モデルであった。
2022年4月4日
半導体不足の影響などを受けて、アリアを含め車両全体の生産が遅れている影響を受け、「B6」の2WD車の発売日を5月12日に延期することを発表。
2022年4月7日
ドイツのレッド・ドット・デザイン賞をプロダクトデザインカテゴリーで受賞したことを発表。日産の同賞受賞は7度目となった。
2022年8月1日
多くの注文が入ったことによりデリバリーに時間を要していることに加え、今後発売が予定されている「B6 e-4ORCE」や「B9 Limited」にも多くの予約が入っており、納期のさらなる長期化が見込まれることを受け、スポーツクーペのフェアレディZと共に「B6」がこの日から一時オーダーストップ（受注停止）となった。
2022年10月7日
軽EVのサクラと共に2022年度グッドデザイン賞を受賞するとともに、「グッドデザイン・ベスト100」にも選出されたことが発表された。
2022年11月1日
アリア サーフワゴンコンセプトをSEMAショーで出展。
2023年3月31日
冒険家のラムゼイ夫妻によるプロジェクト「Pole to Pole」にて本車両が提供された。提供された車両には極寒地帯に対応すべく、39インチの巨大なタイヤを装着し、専用のサスペンションチューニングとホイールアーチの拡大が行われている。しかしパワートレインを含めて、足回り以外は市販車そのままの仕様である。
2023年12月13日
米国道路安全保険協会の「2023 TOP SAFETY PICK＋」を獲得。トップクラスの安全性能を証明した。
2023年12月18日
「Pole to Pole」にて北極から南極までの30,000km以上を走破。これは電気自動車だけでなく、自動車全体としての世界初の記録となる。
2024年1月15日
「NISMO」が発表・発売に先駆けて東京オートサロンにて公開された。
2024年3月8日
「NISMO」を正式発表するとともに、既存グレードの「B6 e-4ORCE」、「B9」、「B9 e-4ORCE」の正式発売とロングドライブをサポートする先進運転支援システム「プロパイロット2.0」、20インチ専用アルミホイール、本革シートをはじめとした特別な装備が標準設定された最上位グレードの「B9 e-4ORCE プレミア」の追加、並びに注文受付を休止していた「B6」の受付再開も発表された（「B6 e-4ORCE」及び「B9」系グレードは3月下旬、「NISMO」は6月(予定)に順次発売）。
2024年7月16日
欧州市場に「NISMO」を導入。欧州市場にとってはNISMOブランドの復活であり、初めての電気自動車のNISMOモデルでもあった。

## メカニズム
減速機のギアは、ジヤトコが供給している。ファイナルギア、インプットシャフト、アウトプットギア、アウトプットシャフト、パーキングホイールの5部品で、ジヤトコのEV向け製品では初の採用となる。
バッテリーはCHAdeMO急速充電に対応したリチウムイオン電池であり、最大で130 kWを発生する。B6は66 kWh、B9は91 kWh充電できる。

## アリア・シングルシーター・コンセプト

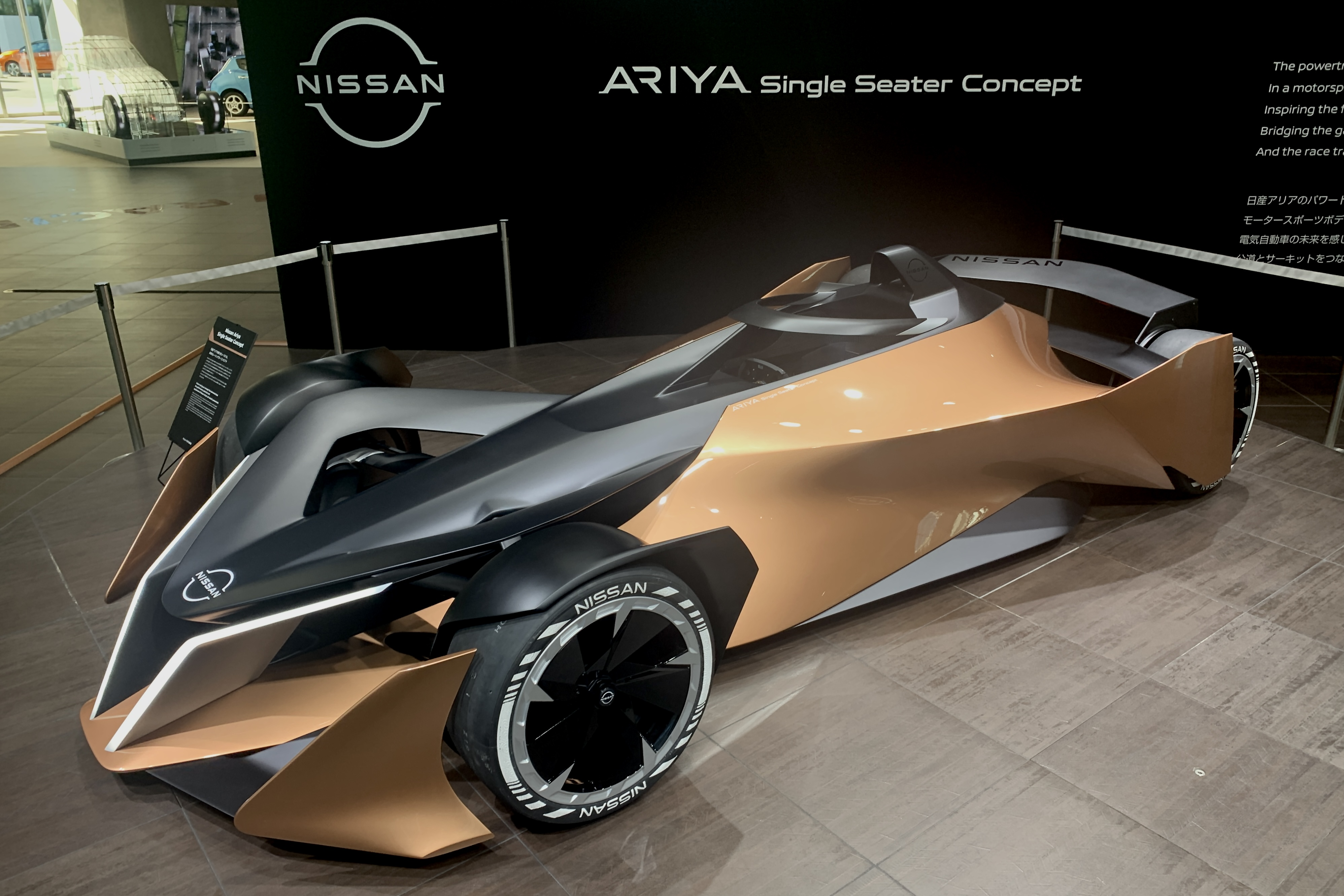
アリア・シングルシーター・コンセプト

2021年12月に「NISSAN FUTURES」にて発表された。このコンセプトカーは、市販車のアリアのパワートレインをシングルシーターレーシングカーに搭載したもので、未来のレーシングカーを考察したものである。また、デザインについても元となったアリアのデザインを踏襲しており、フロントのイルミネーションによる象徴的な「V」のデザインや、日産によると「空気の力によって形づくられたかのような」全体的なフォルムなど、SUVのコンセプトカーと複数のデザイン上の手がかりを共有している。同社のグローバルモータースポーツディレクターであるトマソ・ヴォルペは、アリア・シングルシーターコンセプトの設計は日産がフォーミュラEに参戦したことに大きく影響を受けており、「EVのさらなる可能性とワクワクする魅力を追求」する展望を述べている。

## 車名の由来
古代ヨーロッパ圏における「威厳」と「高貴」を意味する。静寂の中に力強さを秘めた存在というコンセプトと日産が考えるEVの理想像を表現している。
なおホンダ・フィットアリアとは無関係でスペルも異なる（フィットアリアはARIA、本車はARIYA）。